# Escala de Kardashov

Proyecciones en la escala de Kardashev de la civilización humana, desde los años 1900 a 2030, basado en los datos de la Agencia Internacional de Energía World Energy Outlook

La escala de Kardashev es un método para medir el grado de evolución tecnológica de una civilización, propuesto en 1964 por el astrofísico ruso Nikolái Kardashev. Tiene tres categorías, llamadas Tipo I, II y III, basadas en la cantidad de tecnología que una civilización es capaz de utilizar de su entorno. Estos tipos, que se incrementan de manera exponencial, también denotan el grado de colonización del espacio. En términos generales, una civilización de Tipo I ha logrado el dominio de los recursos de su planeta de origen, Tipo II de su sistema planetario, y Tipo III de su galaxia.
La civilización humana tendría actualmente un valor de 0,73 en dicha escala, con cálculos que sugieren que podríamos alcanzar el estado Tipo I en unos 100-200 años, el Tipo II en unos cuantos miles de años, y el Tipo III entre 100 000 a un millón de años.

## Uso de energía
La energía es una cantidad estática y se denota en julios (J). La potencia es una medida de transferencia de energía a través del tiempo, y se denota en vatios (W), esto es, julios por segundo. Los tres niveles de la escala de Kardashev se pueden cuantificar en unidades de potencia (vatios) y se representan en una escala creciente logarítmica.
- Tipo I. Una civilización que es capaz de aprovechar toda la potencia disponible en un único planeta, aproximadamente 1016 W. La cifra puede ser bastante variable; la Tierra tiene una energía disponible de 1,74×1017 W. La definición original de Kardashev era de 4×1012 W. (Kardashev definió originalmente el Tipo I como "el nivel tecnológico cercano al nivel presente hoy en día en la Tierra", con "hoy en día" refiriéndose a 1964).

- Tipo II. Una civilización que es capaz de aprovechar toda la potencia disponible de una única estrella, aproximadamente 1026 W. De nuevo, la cifra puede ser variable; el Sol emite aproximadamente 3,86×1026 W. La cifra que daba Kardashev era de 4×1026 W.

- Tipo III. Una civilización que es capaz de aprovechar toda la potencia disponible de una sola galaxia, aproximadamente 1037 W. Esta cifra es extremadamente variable, ya que las galaxias tienen un rango de tamaños muy amplio. La cifra original de Kardashev fue de 4×1037 W.

Todas estas civilizaciones son totalmente hipotéticas hoy en día, y, aunque la escala se usa por científicos del SETI, también lo usan autores de ciencia ficción y futurólogos como marco de trabajo teórico.
Los siguientes dos tipos son propuestas adicionales no hechas por Kardashev.
- Una civilización de Tipo IV puede aprovechar la energía de un supercúmulo galáctico o incluso la totalidad de energía del universo visible. Se ha sugerido el Tipo IV como el límite teórico de la escala Kardashev.
- Una civilización Tipo V puede aprovechar la energía de múltiples universos.

## Situación actual de la civilización humana
El físico teórico Michio Kaku sugiere que los seres humanos podríamos alcanzar el Tipo I en 100-200 años, el Tipo II en algunos miles de años, y el Tipo III entre 100 000 a un millón de años.
La civilización humana está, ahora mismo, en algún lugar muy por debajo del Tipo I, ya que solo es capaz de aprovechar una fracción de la energía disponible en la Tierra. Así pues, el estado actual de la civilización humana ha sido denominado como Tipo 0. Aunque los tipos intermedios no fueron expuestos en la propuesta original de Kardashev, Carl Sagan determinó que podían ser fácilmente definidos mediante la interpolación y extrapolación de los valores dados arriba. En 1973, Sagan calculó que la humanidad es una civilización de tipo 0,3, en relación con el modelo de Kardashev para los tipos 0 y I.
Sagan usó la fórmula
{\displaystyle K={\frac {\log _{10}{W}-6}{10}}}
siendo K, el tipo de civilización de Kardashev y W la potencia aprovechada en vatios. Nótese que los numerales romanos deben ser utilizados para la parte entera del tipo de civilización, mientras que la parte fraccional se escribe en decimal.
Sagan utilizó 10 teravatios (TW) como el valor de W de la humanidad para el año 1973, algo que fue ligeramente superior a la de los datos conocidos en la actualidad.
En 2012, el total de consumo y recursos energéticos a nivel mundial fue 553 exajulios (553×1018 J=153,611 TWh) esto es en promedio equivalente a un consumo de energía de 17,54 TW (o 0,324 en la escala Kardashev de Sagan).

## Evidencia empírica
En 2015, un estudio de emisiones galácticas infrarrojas medias llegó a la conclusión de que las "civilizaciones de Kardashev Tipo III son muy poco comunes o no existen en el universo". El 14 de octubre de 2015 el descubrimiento de un extraño patrón de luz de estrella que rodea la estrella KIC 8462852 ha levantado especulaciones de que una esfera de Dyson pudo haber sido descubierta.

### Civilización Tipo I

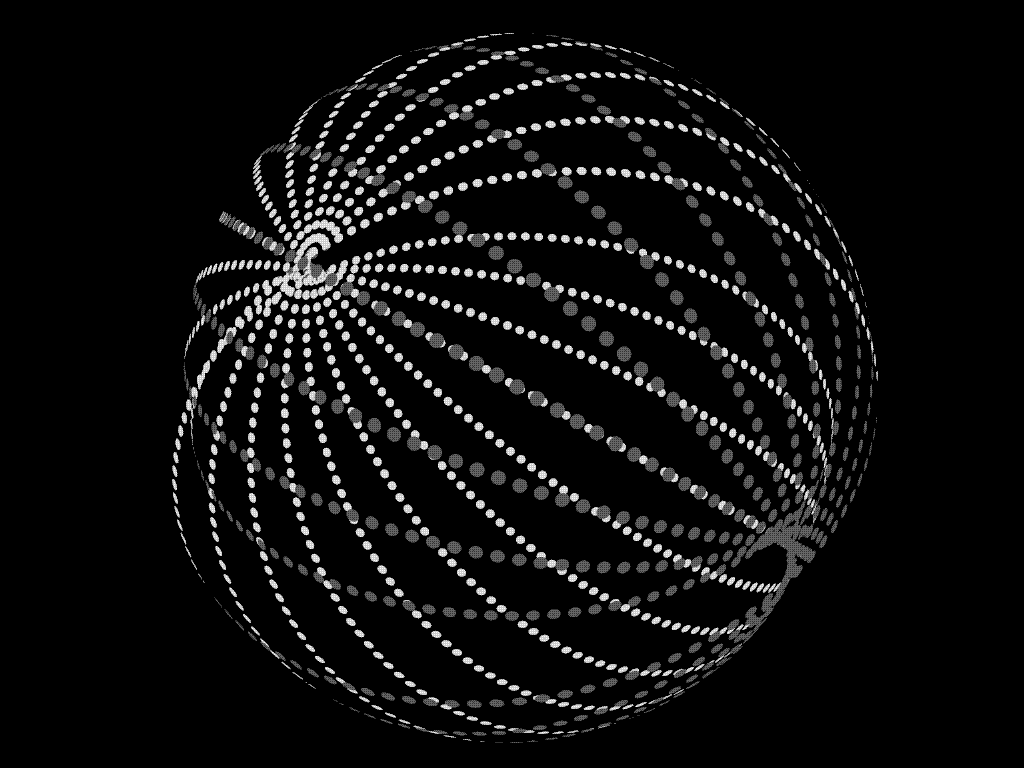
Figura de una esfera de Dyson de tipo enjambre rodeando una estrella